# Guillaume Van Keirsbulck
Guillaume Van Keirsbulck (Roeselare, 14 februari 1991) is een voormalig Belgisch wielrenner.

## Loopbaan

### Jeugd
Hij is de zoon van Kurt Van Keirsbulck en de kleinzoon van Willy Van Keirsbulck en Benoni Beheyt.
Hij werd zowel in 2006 als 2007 Belgisch kampioen tijdrijden bij de Nieuwelingen, in respectievelijk Wachtebeke en Maldegem. In deze twee jaren werd hij tevens provinciaal kampioen in deze discipline. Vanaf 2008 kwam hij uit voor de junioren. Ook in deze categorie bevestigde hij zijn capaciteiten als tijdrijder met een achtste plek op het EK tijdrijden, en een 24e plek op het WK. Hij won in 2009 Parijs-Roubaix voor junioren en eindigde bij zowel de tijdrit als de reguliere wegwedstrijd als tweede in het West-Vlaamse kampioenschap voor junioren. Op het Europese kampioenschap tijdrijden eindigde hij als zesde. Dat jaar won hij ook de tweede etappe A in de Ronde van Nedersaksen voor Junioren.
In 2010 behaalde hij dezelfde klasseringen op het provinciale kampioenschap van West-Vlaanderen, maar dit keer bij de beloften.

### 2010
Vanaf oktober 2010 mocht Van Keirsbulck stage lopen bij het Belgische ProTour team Quick Step. Hij maakte zijn debuut in het Criterium van Kortemark, hij eindigde er als 76e. Later dat seizoen startte hij ook nog in de GP Fourmies, het Kampioenschap van Vlaanderen en de Nationale Sluitingsprijs. Na deze stageperiode kreeg hij een contract bij Quick-Step.

### 2011
Het seizoen 2011 was het eerste seizoen bij de profs voor de toen nog maar 19-jarige Van Keirsbulck. De Ronde van Gabon was zijn eerste wedstrijd. In de maand februari verbaasde hij de wielerwereld door vierde te worden in Le Samyn, op maar negen seconden van winnaar Dominic Klemme. Hij trad dat jaar aan in zowel de Ronde van Vlaanderen waar hij 67e werd, en in Parijs-Roubaix deze wedstrijd reed hij echter niet uit. In oktober van dat jaar won hij zijn eerste wedstrijd bij de profs, hij was de beste in de GP Briek Schotte te Desselgem. Een week later won hij ook de Omloop van het Houtland.

### 2012
In het seizoen 2012 maakte Van Keirsbulck zijn debuut in de Ronde van Qatar, samen met Tom Boonen, Matthew Brammeier, Francesco Chicchi, Nikolas Maes, František Raboň, Gert Steegmans, en Stijn Vandenbergh won hij ook het ploegenklassement. Verder dat jaar reed Van Keirsbulck alle voorjaarsklassiekers, met uitzondering van de door zijn ploegmaat Tom Boonen gewonnen Ronde van Vlaanderen. In Parijs-Roubaix gaf hij op na een val. In oktober won hij net als vorig jaar de GP Briek Schotte.

### 2013
Zijn seizoen begon net als vorig jaar in de Ronde van Qatar, waar hij ploegmaat Mark Cavendish aan vier zeges en de eindzege hielp. Dat jaar behoorde hij ook tot de selectie voor de Tirreno-Adriatico. In de ploegentijdrit haalde hij samen met Gert Steegmans, Mark Cavendish, Martin Velits, Michał Kwiatkowski, Niki Terpstra, Tony Martin en Zdeněk Štybar de zege. In het voorjaar werd hij geselecteerd voor Parijs-Roubaix, hij moest hier echter opgeven door een val. Na deze teleurstelling ging zijn vorm wel in stijgende lijn, zo reed hij een fantastisch BK. Tijdens deze wedstrijd verzette hij berenwerk in de achtervolging op de koplopers, toen Philippe Gilbert ontsnapte ging hij mee, maar ze werden terug ingelopen, uiteindelijk eindigde hij als 17e. Door zijn goede vorm werd hij geselecteerd voor de Ronde van Spanje, hij reed uit en zou als 125e eindigen.

### 2014
Zijn seizoen startte prima, tijdens de Ronde van Qatar eindigde hij twee keer in de top tien, het leverde hem een 7e plek in de eindstand op en eindwinst in het jongerenklassement. Na een goede tijdrit pakt hij de eindzege in de Driedaagse De Panne.

## Palmares

### Overwinningen
2009
Parijs-Roubaix, junioren
2011
Omloop van het Houtland
2013
1e etappe Tirreno-Adriatico (ploegentijdrit)
2014
Jongerenklassement Ronde van Qatar
2e etappe Driedaagse van West-Vlaanderen
Jongerenklassement Driedaagse van West-Vlaanderen
Eindklassement Driedaagse van De Panne-Koksijde
7e etappe Eneco Tour
2017
Le Samyn
2018
Antwerp Port Epic

### Resultaten in voornaamste wedstrijden
| Jaar | Ronde van Italië | Ronde van Frankrijk | Ronde van Spanje |
| ---- | ---------------- | ------------------- | ---------------- |
| 2011 |                  |                     |                  |
| 2012 |                  |                     |                  |
| 2013 |                  |                     | 125e             |
| 2014 |                  |                     |                  |
| 2015 |                  |                     |                  |
| 2016 |                  |                     |                  |
| 2017 |                  | 147e                |                  |
| 2018 |                  | 123e                |                  |
| 2019 |                  |                     |                  |
| 2020 |                  |                     |                  |
| 2021 |                  |                     |                  |
| 2022 |                  | 123e                |                  |
| 2023 |                  |                     |                  |

| Jaar | Milaan-San Remo | Gent-Wevelgem | Ronde van Vlaanderen | Parijs-Roubaix | E3 Harelbeke | Dwars door Vlaanderen | Kuurne-Brussel-Kuurne |  | Wereldranglijsten |
| ---- | --------------- | ------------- | -------------------- | -------------- | ------------ | --------------------- | --------------------- |  | ----------------- |
| 2011 |                 |               | 67e                  | opgave         | opgave       |                       | 55e                   |  |                   |
| 2012 |                 |               |                      | opgave         | 82e          | 55e                   | 61e                   |  |                   |
| 2013 |                 |               |                      | opgave         | 19e          | 22e                   |                       |  |                   |
| 2014 |                 | 67e           | 44e                  | 84e            | 82e          | 65e                   | 7e                    |  | 163e (UWT)        |
| 2015 |                 |               | 46e                  | 62e            | 49e          | 5e                    |                       |  |                   |
| 2016 |                 | 70e           |                      | 68e            |              | 65e                   |                       |  |                   |
| 2017 |                 | 20e           | 48e                  | opgave         | 36e          | 42e                   | 56e                   |  |                   |
| 2018 |                 | 22e           | opgave               |                | 52e          | 62e                   | 34e                   |  |                   |
| 2019 | 124e            | opgave        | 73e                  | 42e            | opgave       |                       | 29e                   |  |                   |
| 2020 |                 | 81e           | 79e                  |                |              |                       | 87e                   |  |                   |
| 2021 |                 |               |                      |                |              |                       |                       |  |                   |
| 2022 |                 | opgave        |                      | 26e            |              |                       |                       |  |                   |
| 2023 |                 | 65e           | 47e                  | 39e            | opgave       | 109e                  | 55e                   |  |                   |

## Ploegen
- 2010 –  Quick Step (stagiair vanaf 1/8)
- 2011 –  Quick Step Cycing Team
- 2012 –  Omega Pharma-Quick-Step
- 2013 –  Omega Pharma-Quick-Step Cycing Team
- 2014 –  Omega Pharma-Quick-Step Cycing Team
- 2015 –  Etixx-Quick Step
- 2016 –  Etixx-Quick Step
- 2017 –  Wanty-Groupe Gobert
- 2018 –  Wanty-Groupe Gobert
- 2019 –  CCC Team
- 2020 –  CCC Team
- 2021 –  Alpecin-Fenix (vanaf 20/4)
- 2022 –  Alpecin-Fenix
- 2023 –  Bingoal Pauwels Sauces WB

## Privéleven
Op maandagavond 27 juni 2011 verloor hij zijn vriendin (Emilia Bonami) door een ongeval in Egem.
Van Keirsbulck werd in zowel 2015 als 2021 veroordeeld voor het rijden met overdreven snelheid. Hij kreeg daarom op 25 februari 2021 een rijverbod van drie maanden, waarvan 8 dagen effectief, en een boete van 320 euro. Op dat moment zat de wielrenner ook zonder ploeg. Hij moest zijn rijexamen, zowel praktiijk als theorie, opnieuw doen en psychische en medische tests afleggen.
Barredo · Boonen · Cataldo · Chavanel · De Weert · Devenyns · Devolder · Engels · Facci · Hovelijnck · Hulsmans · Keisse · Koenitski · Kvist · Maes · Malacarne · Pineau · Reda · Samojlaw · Seeldraeyers · Stauff · Tosatto · Van De Walle · Van Impe · Velo · Weylandt · Wynants · Robert (stagiair) · Van Keirsbulck (stagiair)
Bandiera · Boonen · Cappelle · Cataldo · Chavanel · Chicchi · Ciolek · De Weert · Devenyns · Engels · Keisse · de Maar · Maes · Malacarne · Pineau · Reda · Robert · Seeldraeyers · Stauff · Steegmans · Štybar · Terpstra · Tratnik · Vandewalle · Van Impe · Van Keirsbulck · Vermote · Trentin (stagiair)
Bandiera · Boonen · Brammeier · Cataldo · Chavanel · Chicchi · Ciolek · De Weert · Devenyns · Fenn · Gołaś · Grabsch · Keisse · Kwiatkowski · Leipheimer · Maes · Martin     · Pauwels · Pineau · Raboň · Steegmans · Štybar · Terpstra · Trentin · Vandenbergh · Vandewalle · Van Keirsbulck · P. Velits · M. Velits · Vermote · Hoorne (stagiair) · Sénéchal (stagiair)
Alaphilippe · Bakelants · Boonen · Brambilla · Cavendish · De Gendt · De Weert · Fenn · Gołaś · Keisse · Kwiatkowski  · Maes · Martin   · Meersman · Pauwels · Petacchi · Poels · Renshaw · Serry · Steegmans · Štybar · Terpstra · Trentin · Urán · Vakoč · Vandenbergh · Van Keirsbulck · M. Velits · Vermote · Verona
Alaphilippe · Boonen · Bouet · Brambilla · Cavendish · de la Cruz · Gołaś · Keisse · Kwiatkowski  · Lampaert · Maes · Martin · Meersman · Renshaw · Sabatini · Serry · Štybar · Terpstra · Trentin · Urán · Vakoč · Vandenbergh · Van Keirsbulck · M. Velits · Vermote · Verona · Wisniowski · Contreras (stagiair) · Gaviria (stagiair)
Alaphilippe · Boonen · Bouet · Brambilla · Contreras · de la Cruz · De Plus · Gaviria · Jungels · Keisse · Kittel · Lampaert · Maes · D. Martin · T. Martin   · Martinelli · Meersman · Richeze · Sabatini · Serry · Štybar · Terpstra · Trentin · Vakoč · Vandenbergh · Van Keirsbulck · Velits · Vermote · Verona · Wiśniowski · Costa (stagiair) · García (stagiair) · Sisr (stagiair)
Antonini · Backaert · Baugnies · Degand · Dehaes · Devriendt · Doubey · Kreder · Levarlet · Martin · McNally · Meurisse · Minnaard · Napolitano · Offredo · Pasqualon · Smith · Stenuit · Van Keirsbulck · Van Melsen · Vanspeybrouck · Veuchelen · Dhaene (stagiair) · Gibbons (stagiair) · de Laat (stagiair)
Antonini · Backaert · Baugnies · De Clercq · Degand · Devriendt · Doubey · Dupont · Eiking · Kreder · Martin · McNally · Meurisse · Minnaard · Offredo · Pasqualon · Smith · Vallée · Van Keirsbulck · Van Melsen · Vanspeybrouck
Antunes · Barta · Bernas · Bevin · Černý · ten Dam · De Marchi · Geschke · Gradek · Koch · Mareczko · Owsian · de la Parte · Pauwels · Rosskopf · Sajnok · Schär · Van Avermaet  · Van Hoecke · Van Hooydonck · Van Keirsbulck · Ventoso · Wiśniowski · Zoidl
Barta · Bevin · Černý · De la Parte · De Marchi · Geschke · Gradek · Hirt · Koch · Kotsjetkov · Mareczko · Masnada · Małecki · Paluta · Pauwels · Rosskopf · Sajnok · Schär · Trentin · Valter · Van Avermaet  · Van Hoecke · Van Hooydonck · Van Keirsbulck · Ventoso · Wiśniowski · Zakarin · Zimmermann
Anderson · Ballerstedt · Bax · Bayer · De Bondt · De Tier · Dillier · Gaze · Gogl · Janssens · Krieger · Leysen · Mareczko · Merlier · Meurisse · Oldani · Philipsen · Planckaert · Rickaert · Riesebeek · Sbaragli · Stannard · Taminiaux · Thwaites · Van Den Bossche · D. van der Poel · M. van der Poel · Van Keirsbulck · Vermeersch · Vermote · Vine
Blouwe · De Maeght · De Tier · Desal · Guerin · Lauk · Malucelli · Meens · Mertens · Mertz · Peyskens · Robeet · Salby · Teugels · Tizza · Van Boven · Van der Beken · Van Keirsbulck · Van Rooy · Vandepitte · Matthys (stagiair) · Persico (stagiair)